# 岡本忠之
岡本 忠之（おかもと ただゆき、生年不明 - 1948年9月）は、日本の元アマチュア野球選手。早稲田大学野球部で投手として活躍した人物である。

## 経歴
大阪市立扇町商業学校（現大阪市立扇町総合高等学校）から1941年早稲田大学に入学、翌1942年より東京六大学リーグ戦に出場した。
1943年には出陣学徒壮行早慶戦に6番・投手として出場、勝利投手となる。
戦後1946年春季リーグ戦から翌1947年春季リーグ戦までの3シーズン、早稲田大学野球部第36代主将を務めた。投げてはエース、打っては4番打者としてチームを引っ張り、1946年秋季リーグ戦でチームを優勝に導き、このシーズンから下賜された天皇杯を初めて拝戴した。
このシーズンの活躍ぶりは超人的であった。全11試合に投げて10勝1敗、7完封、被安打58、与四死球9、失点11という驚異的な成績を挙げた。シーズン10勝は現行の勝ち点制度では並ぶことはあっても抜かれることのない記録であり、シーズン7完封とともに同リーグの不滅の大記録とされている。このシーズンを含め通算20勝7敗。
1947年9月に早稲田大学を繰り上げ卒業、プロ野球には進まず、藤倉電線に入社。1948年に結核のため夭折。20代中盤（25，26歳）の短い生涯だった。

## モデル
2008年に出陣学徒壮行早慶戦を映画化した『ラストゲーム 最後の早慶戦』では、彼をモデルとした笠原忠之なる人物（この人物は笠原和夫もモデルにした）が登場し、永井浩介が演じた。また同年にD-BOYSが劇作化した『ラストゲーム〜最後の早慶戦〜 (劇作品)』では、同じく彼がモデルの岡島忠之（ピッチャー）が登場し、三上真史が演じた。2010年の再演版では山口賢貴が演じた。